# Cristel
Cristel est un fabricant français d'ustensiles culinaires inox haut de gamme. 
Créée en 1983, à Fesches-le-Châtel dans le Doubs, sur les ruines de l'empire Japy, Cristel est née de la volonté de certains salariés de ne pas voir disparaitre leur entreprise, sous forme de coopérative ouvrière avant d'être reprise par les dirigeants actuels.

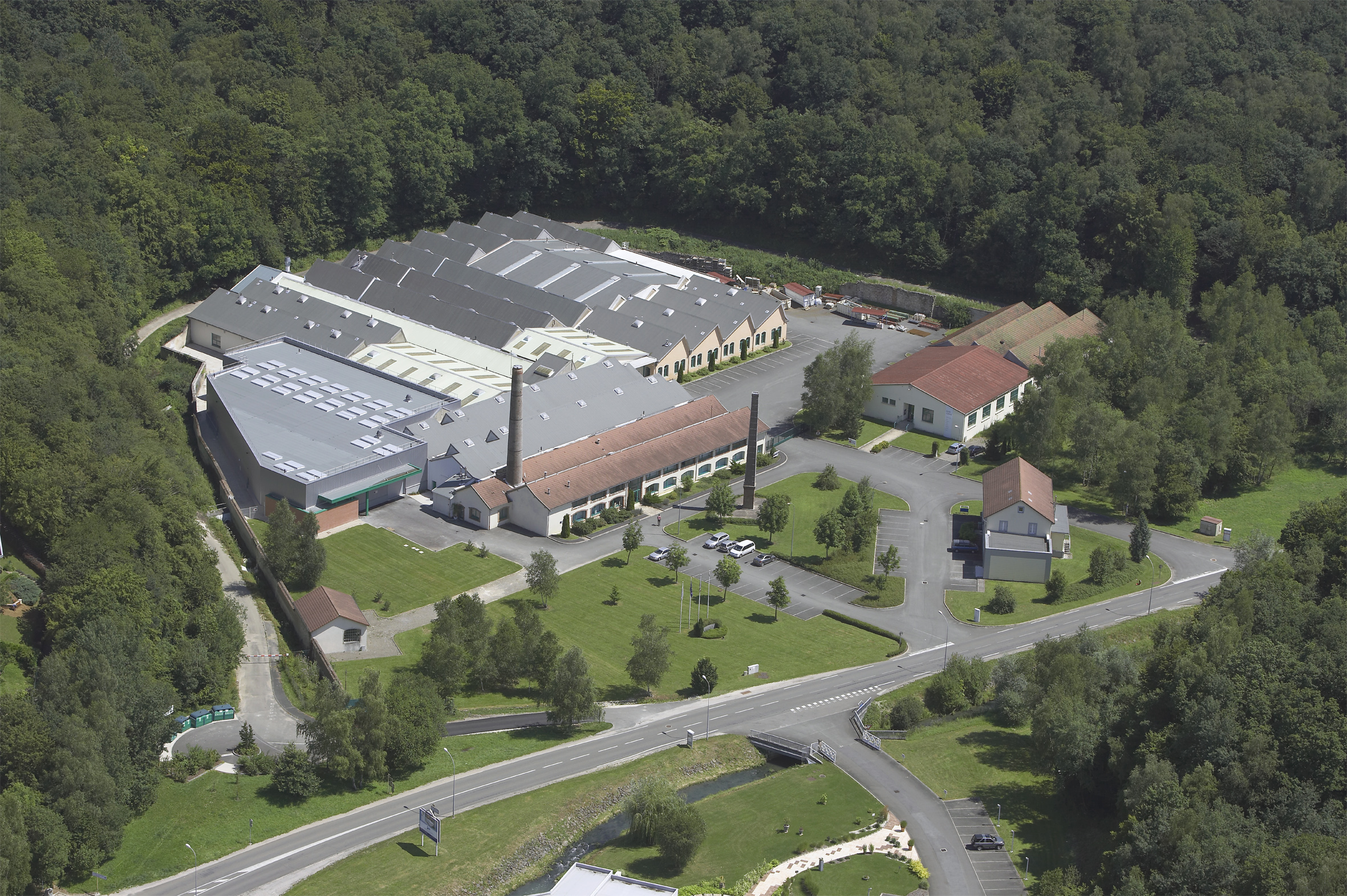
L'usine Cristel à Fesches-le-Châtel.

## Historique
Si 1983 marque la naissance de Cristel, le savoir-faire des ouvriers remonte, lui, aux années 1825 et à la construction de l'usine de la Feschotte où fut emboutie la première casserole française en fer-blanc, par Japy Frères.
Après la faillite de Japy en 1979, l'activité se poursuit et c'est en 1983 que certains employés sauvent leur outil de travail en créant la Société coopérative ouvrière de production Cristel.
Le site est alors classé friche industrielle et les machines en place, d'un autre âge, ne sont pas adaptées à une production de masse. Cristel décide alors de se lancer dans la fabrication d'articles haut de gamme.
En 1987, Cristel lance les premières collections de poêles et casseroles à poignée amovible.
- avril 1983 : naissance de la Scop Cristel avec les anciens salariés ;
- 1984 - 1986 : création du concept original "Cuisson-Service" par Paul Dodane[3] ;
  - Septembre 1987 : reprise de la Scop par Bernadette et Paul Dodane[4].
- janvier 1991 : tous les articles Cristel sont fabriqués compatibles induction ;
- juillet 1995 : début des travaux de réhabilitation du site et de restructuration du circuit de production ;
- décembre 1997 : signature du contrat de crédit-bail entre le District Urbain du Pays de Montbéliard et la S.A. D.J.A. Cristel sur l'ensemble du site immobilier ;
- juin 2003 : Cristel S.A.S (Société par actions simplifiée) remplace la S.A. D.J.A. Cristel ;
- 2011 : création de la première filiale de Cristel : Cristel USA Inc.

## Produits

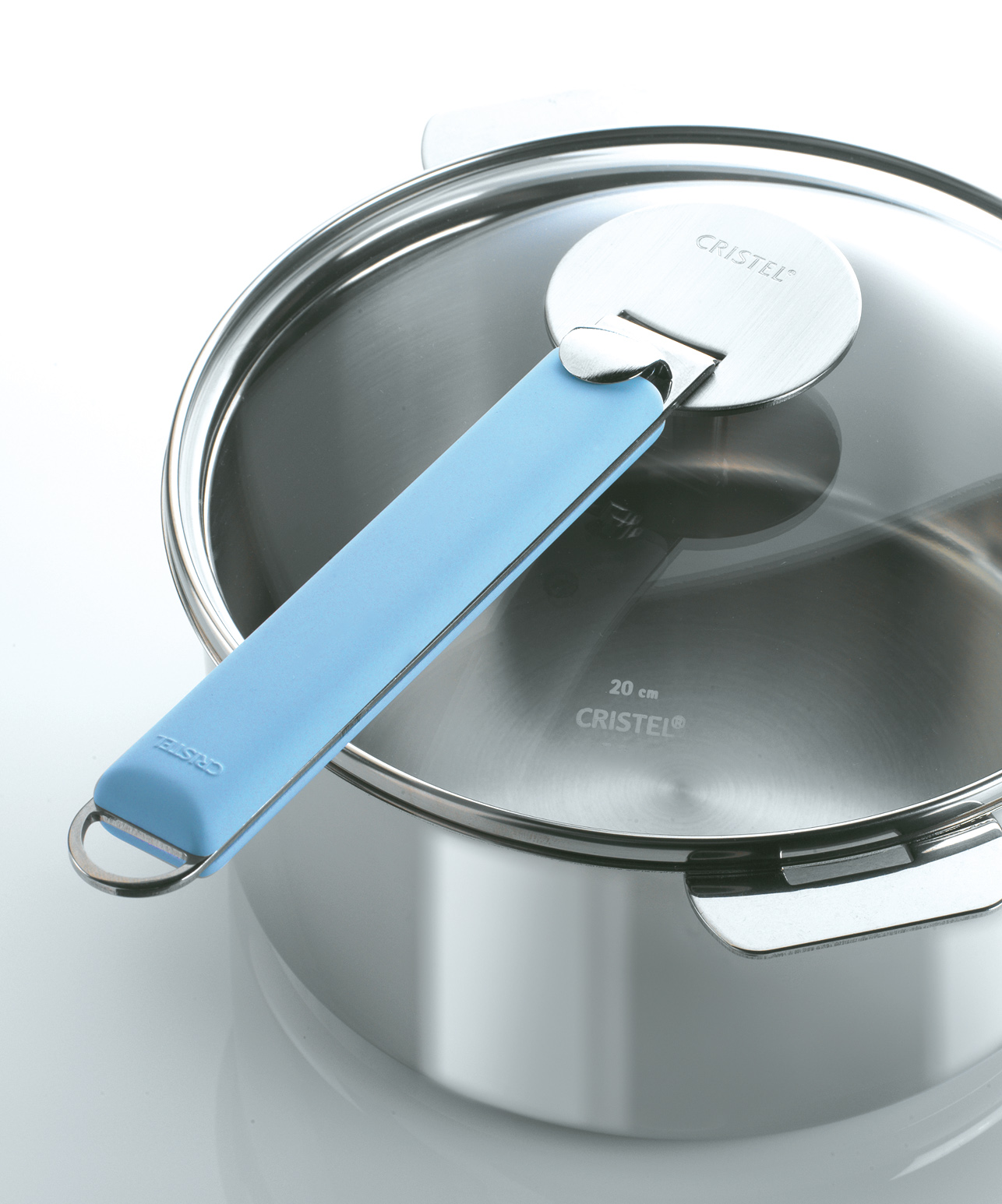
Casserole avec son couvercle à poignée amovible

Si à la base, le savoir-faire Cristel repose sur la casserole inox, l'entreprise s'est diversifiée.
Ainsi, outre les ustensiles de cuisson inox à poignées fixes et amovibles, Cristel propose :
- une gamme d'ustensiles de cuisine ;
- des articles pour la table : kit fondue, photophore, etc. ;
- les barres-support Panoply et leurs accessoires pour la cuisine ;
- et, le Cook Mobil, une collection de billots et de meubles de complément mobiles pour l'intérieur et l'extérieur, en bois inox et laiton.

## Marques
- Cristel ;
- Panoply : collection de tringles et accessoires de cuisine à suspendre ;
- Cook Mobil : collection de billots en bois et inox ;
- Cookway : 
  - Cookway One et Cookway Two : collections de casseroles et poêles en fonte d'aluminium à poignées amovibles ou fixes,
  - Cookway Master : collection de casseroles en inox 18/10 ;
- Renox : produit nettoyant pour l'inox ;
- Renwood : rénove et nourrit le bois des billots et des planches à découper.

## Données économiques
La présidence est assurée en binôme par Paul et Bernadette Dodane

La Direction Générale est assurée par Emmanuel Brugger

La Direction Générale adjointe est assurée par Damien Dodane.

## Répartition du capital
Au 31 décembre 2007 : 
- 69 % des actions sont détenues par la famille Dodane-Jean avec les droits de vote s'y rattachant ;
- 21 % des actions sont détenues par des investisseurs particuliers ;
- 10 % des actions sont détenues par des salariés actuels ou anciens.